# بات ماونتين
بات ماونتين (بالإنجليزية: Pat Mountain) هو لاعب كرة قدم بريطاني في مركز حراسة المرمى، ولد في 1 أغسطس 1976 في Pontypridd ‏ في المملكة المتحدة. شارك مع منتخب ويلز تحت 21 سنة لكرة القدم. أما مع النوادي، فقد لعب مع كارديف سيتي ونادي باري تاون يونايتد ونادي غلوستر سيتي ونيوبورت كونتي ويوفل تاون.

## وصلات خارجية
- بات ماونتين على موقع قاعدة بيانات كرة القدم.إي يو (الإنجليزية)
- بات ماونتين على موقع Soccerbase.com (لاعب) (الإنجليزية)